# ویشک (داکوتای شمالی)
ویشک(به انگلیسی: Wishek) شهری در ایالت داکوتای شمالی کشور ایالات متحده آمریکا است که جمعیت آن در سرشماری سال ۲۰۱۰ میلادی، ۱٬۰۰۲ نفر بوده‌است.